# Andrographis lawsonii
Andrographis lawsonii là một loài thực vật có hoa trong họ Ô rô. Loài này được Gamble mô tả khoa học đầu tiên năm 1923.